# Phyprosopus albigutta
Phyprosopus albigutta là một loài bướm đêm trong họ Erebidae.